# オウム真理教モスクワ支部
オウム真理教モスクワ支部（オウムしんりきょうモスクワしぶ、ロシア語: Московский офис «Аум синрикё»）は、1992年9月に開設されたオウム真理教の海外支部で、ロシア連邦モスクワ市にあった。1993年9月以降から閉鎖までの支部長は上祐史浩、副支部長は大内利裕であった。

## 概要
ソビエト連邦の崩壊後の宗教的空白に乗じて教勢を拡大し、日本国内の信者よりも多い35,000人もの信者を獲得したというが、水増しがあり実際はそれよりも少ないともされる。
オウム真理教の海外支部はロシアの他にもアメリカ・ドイツ・スリランカにあったが、モスクワ支部が最大の規模を誇った。
ロシアではオウム真理教放送やオウム宣伝テレビ番組の放送、信者を連れての射撃ツアー、ロシア人演奏家によるキーレーン交響楽団の結成、ロシアの有力政治家（オレグ・ロボフ、アレクサンドル・ルツコイ、ルスラン・ハズブラートフなど）との接触など、教団の支部として重要な存在を占めていた。教祖の麻原彰晃もロシアを訪問している。Mi-17やAK-74などオウム真理教の兵器の供給元ともなった。
1995年3月15日、オウムに批判的な信徒の親や家族が参加する「全体主義セクトから青年を守る会」が宗教法人登録抹消を申請、オスタンキノ地区自治体間裁判所が教団の財産差し押さえ命令を下し、3月23日には活動禁止命令、4月18日には宗教法人登録が抹消された。なお、3月17日から3月22日まで検察対策として早川紀代秀がロシアに渡航していた。
その後、信徒残党は2001年にシガチョフ事件を起こすことになった。
2000年5月17日、ロシア正教会総主教アレクシイ2世が来日し、東京のロシア大使館で、オウム真理教の批判とモスクワ支部を排除させるように日本国政府に求めた。
2016年9月20日にロシア連邦最高裁判所がオウム真理教をテロ組織と認定し、活動を禁止する決定を出した。
2020年11月26日、ロストフ・ナ・ドヌーの裁判所は、ロシア国内のオウム真理教幹部に対しテロ集団を組織した罪などで禁錮15年の判決を言い渡した。判決によると、幹部はモスクワなどで布教活動を行い、2012年から2016年に計8870万ルーブル（約1億2000万円）以上の資金を集め、日本の教団関係者に送っていたとされる 。
2024年11月、オウム真理教のロシア国内組織が軍事裁判所によってテロ組織と認定、同年9月23日から発効していることが判明した 。

## 組織

### ロシアでのステージ
- 解脱者（正大師、正悟師、師） - すべて日本人幹部
- サマナ（出家信徒）
- サマナ見習い
- 俗人（在家信徒）

### 布教拠点

#### モスクワ州内
- ロシア・日本大学（露日大学）
- アレクセエフスカヤ（実質上の本部）
- レチノイ・バクザール
- オリンピスキー
- セルプ・イ・モロト
- バウマンスカヤ

#### モスクワ州外
- カザン（タタールスタン共和国）
- ウラジカフカス（北オセチア共和国）
- チェリャビンスク（チェリャビンスク州）
- ミアス（チェリャビンスク州）
- ウラジオストク（沿海地方）